# Maesa perlarius
Maesa perlarius är en viveväxtart som först beskrevs av João de Loureiro, och fick sitt nu gällande namn av Elmer Drew Merrill. Maesa perlarius ingår i släktet Maesa och familjen viveväxter. Utöver nominatformen finns också underarten M. p. formosana.

## Bildgalleri

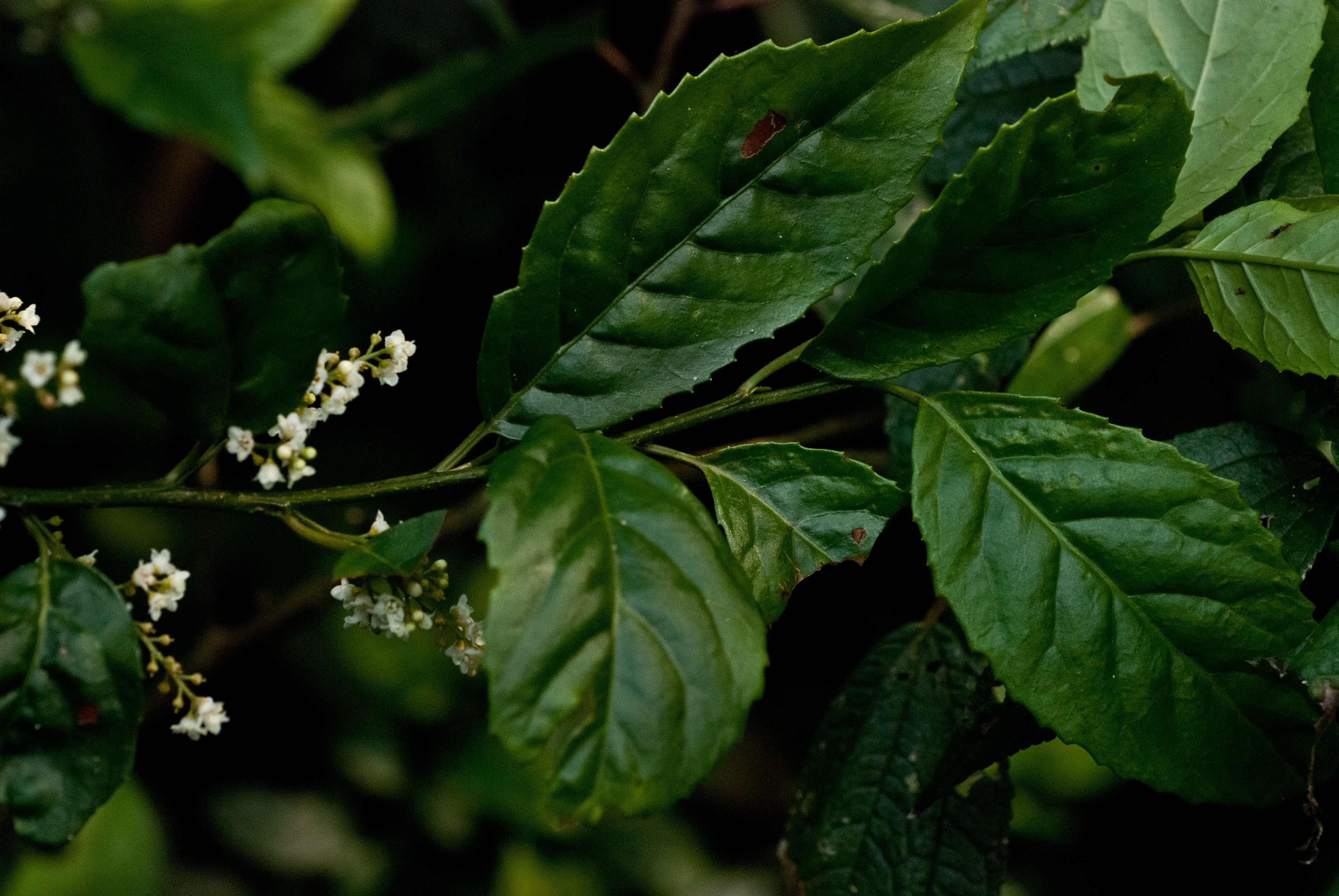
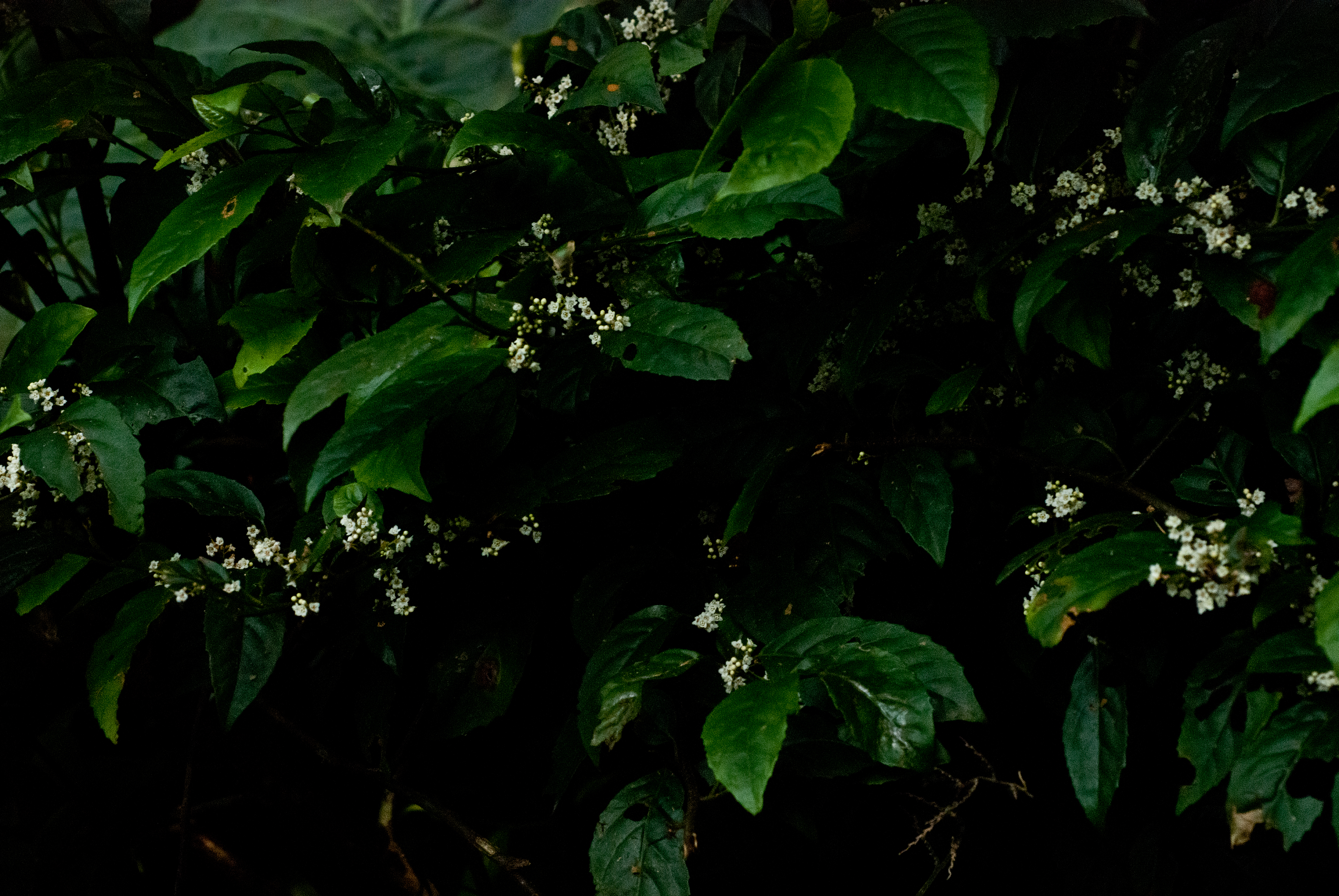
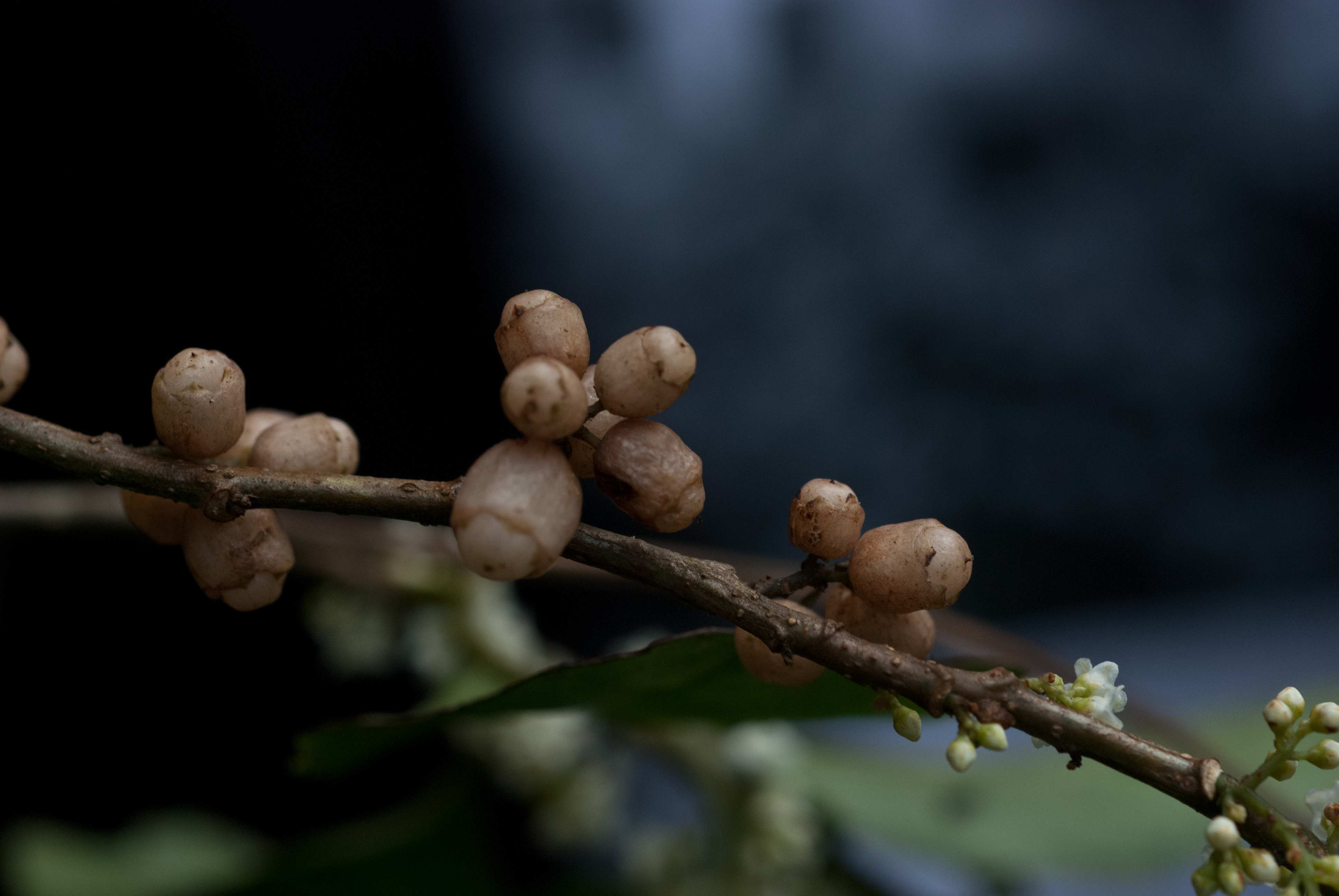
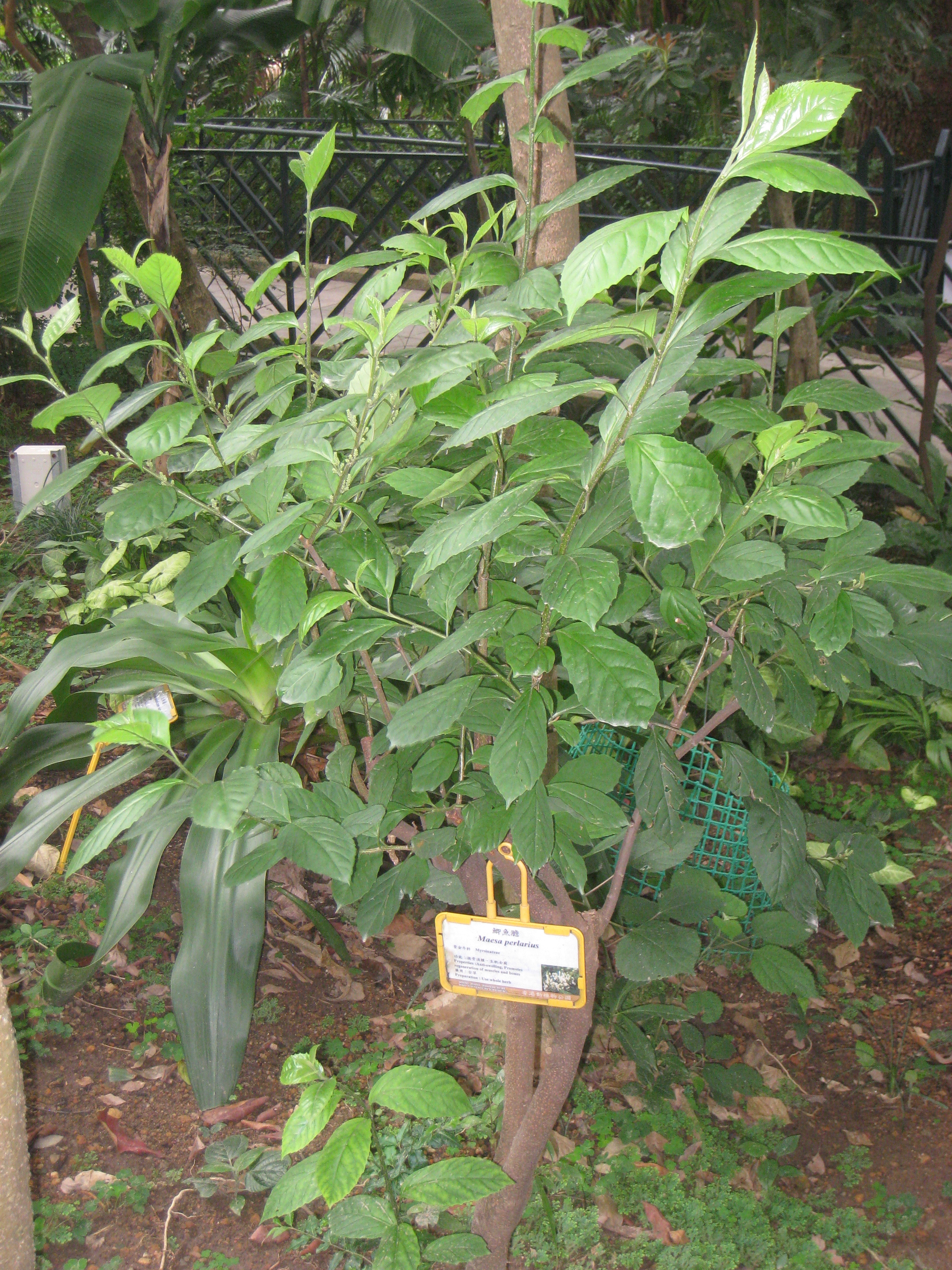